# L'Œil d'Odin
L'Œil d'Odin est le deuxième tome de la série de bande dessinée Les Mondes de Thorgal - La Jeunesse, dont le scénario a été écrit par Yann et les dessins et couleurs réalisés par Roman Surzhenko. L'album fait partie d'une série spin-off qui suit les aventures du jeune Thorgal avant la série principale éponyme.

## Synopsis
Faisant suite au premier tome Les Trois Sœurs Minkelsönn, Thorgal poursuit sa route pour se rendre chez les Nornes, susceptibles de sauver les trois sœurs de l'enchantement de la déesse Frigg.
Il rencontre ainsi Gunn, une valkyrie envoyée par Frigg pour le dissuader de poursuivre son expédition. Comme Thorgal refuse, Gunn fait muer sa voix en celle d'un adulte, lui ôtant tout son charme. Mais comme le jeune homme ne renonce toujours pas, la valkyrie lui propose alors une autre solution pour obtenir la clémence de Frigg envers les trois sœurs Minkelsönn : il doit ramener l’œil... Mais elle n'en dit pas plus.
Thorgal poursuit son chemin et arrive chez les Nornes, trois femmes qui connaissant le passé, le présent et le futur.
Là, il apprend que l'œil en question est celui d'Odin, qui se l'est volontairement arraché afin d'acquérir le don de clairvoyance et de vision. Mais devenu borgne, Odin dégoute Frigg qui ne supporte pas de voir son visage mutilé.
Pour récupérer l’œil d'Odin, Thorgal doit se rendre à la fontaine de Mímir. S'il réussit, Frigg pourra le replacer dans l'orbite d'Odin et il obtiendra la clémence pour les sœurs Minkelsönn.
Skuld, l'une des Nornes, conduit Thorgal à la fontaine où l’œil d'Odin se trouve toujours et l'aide à le dérober au gardien.
Thorgal le récupère dans une corne, qui contient également un peu d'eau de la fontaine.
Il retrouve Gunn qui, changée en cygne, le dépose près du village avant de récupérer l’œil d'Odin pour le ramener à Frigg.
Quand il arrive au village, Thorgal constate que les baleines ont été dépecées et apprend de Björn qu'Aaricia est morte. Il se rend auprès d'elle et lui fait boire les quelques gouttes de l'eau de la fontaine de Mímir qui se trouvaient encore dans sa corne. Grâce à cela, Aaricia revient à la vie.
Plus tard, Thorgal trouve une sorte de pierre d'ambre dans laquelle se trouvent les âmes des sœurs Minkelsönn. Il tente de briser cette pierre sans succès mais l'aide de Gunn la valkyrie lui permet d'y parvenir et de libérer les trois sœurs.
Gunn ayant désobéi à sa maîtresse la déesse Frigg, est tuée par les chats ailés de cette dernière.

## Publications
- Le Lombard, février 2014  (ISBN 978-2803632060)